# Леопард (рід)
Леопард (Leopardus) — рід хижих ссавців з родини котових (Felidae). Усі представники цього роду мешкають у Південній Америці й на півдні Північної Америки. Їхня вага в діапазоні 1–16 кг, довжина тулуба 36–100 см, хвіст 19–51 см. Їхня шерсть, як правило, сірого або жовтувато-бурого кольору, усіяна чорними плямами. Диференціація на види в роду Leopardus відбулася порівняно недавно, ≈ 3 Ma; з цієї причини види досить подібні і їх об'єднує той факт, що вони мають 18 пар хромосом на відміну від інших котових, які мають 19 пар.
Згідно з МСОП рід Leopardus налічує 8 сучасних видів, а згідно з Mammal Diversity Database Американської спілки теріологів — 14 видів.

## Про назву роду
Українська назва леопард є повним відповідником наукової назви Leopardus. Назва леопард також застосовується щодо пантери плямистої (Panthera pardus).
Наукова назва Leopardus складається з двох частин: лат. leo — «лев» і лат. pardus — «пардус». Слово пард походить від гебр. bărṓdh — плямистий. У різних країнах рід має назву «тигрова кішка» чи «леопардова кішка».

## Класифікації
У багатьох класифікаціях сучасний рід Leopardus був розбитий на три роди: Leopardus, Oncifelis і Oreailurus. Проте згодом стало відомо, що ці три роди складають монофілетичну групу, яку називали іноді «групою оцелота» — за своїм найвідомішим представником. Новітні систематики, наприклад, систематика Вілсона і Рідера (2005), об'єднує всі три роди в загальний рід леопард (Leopardus).
Філогенетичне древо роду Leopardus:
|  | Leopardus wiedii – леопард Віда |
|  |                                 |
|  | Leopardus pardalis – оцелот     |
|  |                                 |

|  | Leopardus tigrinus – онцила        |
|  |                                    |
|  | Leopardus guttulus – леопард малий |
|  |                                    |

|  | Leopardus wiedii – леопард Віда |
|  |                                 |
|  | Leopardus pardalis – оцелот     |
|  |                                 |

|  | Leopardus tigrinus – онцила        |
|  |                                    |
|  | Leopardus guttulus – леопард малий |
|  |                                    |

|  | Leopardus wiedii – леопард Віда |
|  |                                 |
|  | Leopardus pardalis – оцелот     |
|  |                                 |

|  | Leopardus tigrinus – онцила        |
|  |                                    |
|  | Leopardus guttulus – леопард малий |
|  |                                    |

|  | Leopardus wiedii – леопард Віда |
|  |                                 |
|  | Leopardus pardalis – оцелот     |
|  |                                 |

|  | Leopardus tigrinus – онцила        |
|  |                                    |
|  | Leopardus guttulus – леопард малий |
|  |                                    |

|  | \| \| Leopardus guigna – кодкод \| \| \| \| \| \| Leopardus geoffroyi – леопард Жоффруа \| \| \| \| |
|  | |
|  | Leopardus narinensis                                                                                |
|  | |
|  | Leopardus guigna – кодкод                                                                           |
|  | |
|  | Leopardus geoffroyi – леопард Жоффруа                                                               |
|  | |

|  | Leopardus guigna – кодкод             |
|  |                                       |
|  | Leopardus geoffroyi – леопард Жоффруа |
|  |                                       |

|  | Leopardus wiedii – леопард Віда |
|  |                                 |
|  | Leopardus pardalis – оцелот     |
|  |                                 |

|  | Leopardus tigrinus – онцила        |
|  |                                    |
|  | Leopardus guttulus – леопард малий |
|  |                                    |

|  | Leopardus wiedii – леопард Віда |
|  |                                 |
|  | Leopardus pardalis – оцелот     |
|  |                                 |

|  | Leopardus tigrinus – онцила        |
|  |                                    |
|  | Leopardus guttulus – леопард малий |
|  |                                    |

|  | Leopardus wiedii – леопард Віда |
|  |                                 |
|  | Leopardus pardalis – оцелот     |
|  |                                 |

|  | Leopardus tigrinus – онцила        |
|  |                                    |
|  | Leopardus guttulus – леопард малий |
|  |                                    |

|  | Leopardus wiedii – леопард Віда |
|  |                                 |
|  | Leopardus pardalis – оцелот     |
|  |                                 |

|  | Leopardus tigrinus – онцила        |
|  |                                    |
|  | Leopardus guttulus – леопард малий |
|  |                                    |

|  | \| \| Leopardus guigna – кодкод \| \| \| \| \| \| Leopardus geoffroyi – леопард Жоффруа \| \| \| \| |
|  | |
|  | Leopardus narinensis                                                                                |
|  | |
|  | Leopardus guigna – кодкод                                                                           |
|  | |
|  | Leopardus geoffroyi – леопард Жоффруа                                                               |
|  | |

|  | Leopardus guigna – кодкод             |
|  |                                       |
|  | Leopardus geoffroyi – леопард Жоффруа |
|  |                                       |

## Видовий склад
Рід леопард, або «тигрові кішки», згідно з МСОП налічує 8 видів. Описи подано на основі книги Хосе Р. Кастелло.
|  | Леопард колоколо Leopardus colocolo  | Довжина тіла 55–70 см; хвіст ≈ 26 см; вага 3–7 кг. Малюнок волосяного покриву різний — червонуватий або темно-сірий фон з іржаво-коричними смужками на боках, чи той же фон але боки з великими червонувато-коричневими плямами у формі розетки з темнішими облямівками, чи майже повністю іржаво-коричневий з ледь помітними плямами й ледь помітними безперервними смугами |  |
|  | Леопард Жоффруа Leopardus geoffroyi  | Довжина тіла 42–67 см; хвіст 24–40 см; вага 2–8 кг. Фоновий колір волосяного покриву від коричнево-жовтого в північній частині ареалу до більш сіруватого на півдні. Має численні чорні плями та темні смуги на щоках, голові, шиї, а також на хвості й кінцівках. |  |
|  | Леопард кодкод Leopardus guigna      | Довжина тіла 37–56 см; хвіст 19–25 см; вага 1.3–3 кг. Фоновий колір волосяного покриву від коричнево-жовтого до сіро-коричневого. Має темні плями, бліду нижню сторону і кільчастий хвіст. Меланізм поширений. |  |
|  | Леопард малий Leopardus guttulus     | Довжина тіла 36.5–54 см; хвіст 23–35 см; вага 1–4.6 кг. Фоновий колір волосяного покриву жовтувато-коричневий, є великі темні плями. Меланізм поширений. |  |
|  | Леопард андський Leopardus jacobitus | Довжина тіла 57–85 см; хвіст 41–49 см; вага 4–7 кг. Фоновий колір волосяного покриву попелясто-сірий; руді плями переходять на боках і ногах у смуги; хвіст смугастий. |  |
|  | Оцелот Leopardus pardalis типовий    | Довжина тіла 55–100 см; хвіст 30–45 см; вага 7–16 кг. Фоновий колір волосяного покриву жовтого, рудого чи сірого відтінків і має неправильний малюнок темних плям і смуг, на спині й боках плями утворюють розетки. |  |
|  | Онцила Leopardus tigrinus            | Довжина тіла 38–59 см; хвіст 20–42 см; вага 1.5–3 кг. Фоновий колір волосяного покриву на спині темно-коричневий, оранжево-коричневий до жовто-коричневого або сіро-коричневого, бік світліший, низ білуватий чи світло-сірий. З боків тулуба є маленькі й середні розетки, які з'єднуються, утворюючи косі смуги.                                                           |  |
|  | Леопард Віда Leopardus wiedii        | Довжина тіла 45–80 см; хвіст 30–51; вага 2–5 кг. Фоновий колір волосяного покриву коричневий; низ від жовтуватого до білого. Є численні ряди темно-коричневих або чорних розеток і поздовжні смуги. |  |

Згідно з виданням «Види ссавців світу» до леопардів відносять 9 видів, окрім наведених, ще леопард пантанальський (Leopardus braccatus) і леопард пампаський (Leopardus pajeros). Однак, група спеціалістів з котів розглядає ці два таксони як підвиди колоколо (Leopardus colocolo), натомість виділяє вид Leopardus guttulus.
Додатково є публікації з пропозиціями виокремлення нових видів Leopardus emiliae, Leopardus garleppi, Leopardus fasciatus, Leopardus narinensis, Leopardus pardinoides, однак це питання потребує додаткових досліджень.
Скам'янілості виду †Leopardus vorohuensis були знайдені у плейстоценовій формації Вороуе Аргентини — це єдиний відомий викопний вид.